# A Queda (livro)
La Chute (no Brasil e em Portugal, A Queda) é um romance filosófico de autoria do escritor francês Albert Camus. Publicado pela primeira vez em 1956, é a última obra completa de ficção do autor. A acção desenrola-se em Amsterdão, e a narrativa consiste numa série de monólogos dramáticos do auto-proclamado "juiz-penitente" Jean-Baptiste Clamence, à medida que vai reflectindo sobre sua vida em frente a um estranho. No que acaba sendo uma confissão, Clamence conta sobre seu sucesso como um rico advogado de defesa parisiense, altamente respeitado por seus colegas; a sua crise, e a sua derradeira "queda", tem como meta invocar, em termos seculares, a Queda do Homem, no Jardim do Éden. O livro explora temas como a inocência, a prisão, a não-existência e a verdade.
O estilo narrativo de Camus é um tipo de monólogo em segunda pessoa, escrito nos moldes das Notas do Subterrâneo, de Fiódor Dostoiévski. Os dois autores usaram seus personagens principais para se dirigir directamente aos leitores; a narrativa de Camus, no entanto, foi escrita no presente e na primeira pessoa, assumindo assim que o leitor se juntará ao personagem principal, Clamence, na esfera de discurso imaginada pelo romance. Numa eulogia a Albert Camus, o filósofo existencialista Jean-Paul Sartre descreveu o romance como "talvez o mais belo e menos compreendido" dos livros de Camus.
| “ | Nenhum homem é hipócrita nos seus prazeres. | ” |